# ACE (文件格式)
ACE是一种私有的数据压缩存档文件格式。开发者为Marcel Lemke，后被e-merge GmbH买下。因其提供稍好于RAR格式的压缩率而在1999-2001年间开始流行。

## 第三方支持
按照條款，只能通过WinAce打包ACE文件。但许多第三方的数据压缩软件支持解压ACE文件。大部分数据压缩软件使用e-merge GmbH的UNACE.DLL或UNACEV2.DLL来解压ACE文件。2017年出现了一个BSD许可证的python模块支持解压ACE 2.x格式的归档包。

## 安全漏洞
2019年2月，WinRAR的UNACEV2.DLL文件被发现存在漏洞。由于WinAce已是废弃软件（2007年11月后停止更新），WinRAR从5.70 Beta 1版起删去UNACEV2.DLL文件并不再支持 ACE 存档格式。